# Problepsis matsumarai
Problepsis matsumarai là một loài bướm đêm trong họ Geometridae.